# Prix Céneri-Forcinal
Le prix Céneri-Forcinal est une course hippique de trot monté qui se déroule au mois de novembre sur l'hippodrome de Vincennes à Paris (en septembre avant 2022).
C'est une course de Groupe II réservée aux chevaux de 4 ans, hongres exclus, ayant gagné au moins 32 000 € (conditions en 2024).
Elle se court sur la distance de 2 700 mètres (grande piste, 2 175 mètres avant 2022). L'allocation 2024 est de 120 000 €, dont 54 000 € pour le vainqueur. Il convient de ne pas la confondre avec le prix Louis-Forcinal, qui concerne pour sa part les chevaux de 5 et 6 ans.
Cette course honore la mémoire de Céneri Forcinal, éleveur au haras des Rouges Terres, à Saint-Léonard-des-Parcs, dans l'Orne, au milieu du XIXe siècle. Deux de ses juments, Dame de Cœur et Herminie, dominèrent le trot débutant, à la fin des années 1850. Créée sous la Seconde Guerre mondiale, l'épreuve n'est réservée aux 4 ans que depuis l'édition 1950,.

## Palmarès depuis 1960
| Année | Vainqueur          | Père             | Jockey                  | Entraîneur              | Réd.km |
| ----- | ------------------ | ---------------- | ----------------------- | ----------------------- | ------ |
| 2024  | Kaya Dream         | Unbridled Charm  | Damien Bonne            | Étienne Dubois          | 1'13"9 |
| 2023  | Je M'Envole        | Joyau d'Amour    | Mathieu Mottier         | Mathieu Mottier         | 1'13"3 |
| 2022  | Indigo du Poret    | Dollar Macker    | Éric Raffin             | Stéphane Cingland       | 1'13"5 |
| 2021  | Hylirose d'Icéléa  | Quopeck          | Mathieu Mottier         | Charley Mottier         | 1'11"4 |
| 2020  | Gospel Pat         | Uriel Speed      | David Thomain           | Philippe Allaire        | 1'11"8 |
| 2019  | Flèche Bourbon     | Saxo de Vandel   | Alexandre Abrivard      | Sébastien Guarato       | 1'10"9 |
| 2018  | Elladora de Forgan | Gazouillis       | Franck Nivard           | Franck Leblanc          | 1'11"8 |
| 2017  | Dragon du Fresne   | Saphir Castelets | Matthieu Abrivard       | Laurent-Claude Abrivard | 1'13"9 |
| 2016  | Canadien d'Am      | Ready Cash       | Mathieu Mottier         | Franck Leblanc          | 1'13"3 |
| 2015  | Booster Winner     | Love You         | Éric Raffin             | Sébastien Guarato       | 1'11"8 |
| 2014  | Astor du Quenne    | Opus Viervil     | Éric Raffin             | Sébastien Guarato       | 1'12"7 |
| 2013  | Valdice de Mars    | Lynx de Bellouet | Yoann Lebourgeois       | Loïc Groussard          | 1'13"1 |
| 2012  | Ursule Pile        | Kaiser Soze      | David Thomain           | Bertrand Lefebvre       | 1'13"4 |
| 2011  | Tigresse du Vivier | Niky             | Matthieu Abrivard       | Pierre Levesque         | 1'12"4 |
| 2010  | Singalo            | Goetmals Wood    | Éric Raffin             | Louis Baudron           | 1'12"2 |
| 2009  | Rex Normanus       | Latinus          | Yoann Lebourgeois       | Paul Viel               | 1'14"6 |
| 2008  | Quokine Berry      | Chef du Châtelet | Laurent-Claude Abrivard | Jean-Michel Bazire      | 1'13"2 |
| 2007  | Paola de Lou       | Podosis          | Nathalie Henry          | Laurent-Claude Abrivard | 1'14"  |
| 2006  | Oulka Vilhena      | Hulk des Champs  | Matthieu Abrivard       | Sébastien Guarato       | 1'13"1 |
| 2005  | North America      | And Arifant      | Louis Baudron           | Louis Baudron           | 1'13"8 |
| 2004  | Miss Castelle      | Goetmals Wood    | Philippe Masschaele     | Thierry Duvaldestin     | 1'13"2 |
| 2003  | Laure Cora         | Cézio Josselyn   | Louis Baudron           | Michel Donio            | 1'16"  |
| 2002  | Kérido du Donjon   | Coktail Jet      | Philippe Masschaele     | Jean-Luc Janvier        | 1'15"5 |
| 2001  | Jardy              | Cygnus d'Odyssée | Jean-Philippe Mary      | Philippe Allaire        | 1'16"5 |
| 2000  | Ivory Pearl        | Coktail Jet      | Franck Nivard           | Jean-Luc Bigeon         | 1'16"1 |
| 1999  | Holly du Locton    | Viking's Way     | Jean-Paul Piton         | Philippe Allaire        | 1'16"1 |
| 1998  | Golf du Pommeau    | Viking Sun       | Laurent-Claude Abrivard | Laurent-Claude Abrivard | 1'16"  |
| 1997  | First de Retz      | Podosis          | Laurent-Claude Abrivard | Jacky Béthouart         | 1'16"5 |
| 1996  | Éros du Rocher     | Quito de Talonay | Philippe Gillot         | Ulf Nordin              | 1'15"4 |
| 1995  | Don Paulo          | Hurgo            | Philippe Gillot         | Marie-Dominique Fairand | 1'17"7 |
| 1994  | Calypso du Caux    | Nulcimo          | Alain Laurent           | Alain Laurent           | 1'17"2 |
| 1993  | Bahama             | Quito de Talonay | François Roussel        | Jean-Pierre Dubois      | 1'18"  |
| 1992  | And Arifant        | Sharif Di Iesolo | Michel Lenoir           | Jean-Pierre Dubois      | 1'18"1 |
| 1991  | Viking de Crépon   | Tony M           | Pascal-André Geslin     | Laurent Leduc           | 1'18"1 |
| 1990  | Ukir de Jemma      | Fakir du Vivier  | Jean-Philippe Mary      | Jean-Luc Dersoir        | 1'17"5 |
| 1989  | Trésor de la Motte | Chambon P        | Hervé David             | Jean-Paul Marmion       | 1'18"7 |
| 1988  | Speed Clayettois   | Joachim          | Yves Dreux              | Ali Hawas               | 1'19"8 |
| 1987  | Radjah de Talonay  | Seddouk          | Philippe Békaert        | Jean-Pierre Dubois      | 1'19"3 |
| 1986  | Queila Gédé        | Gazon            | Yvon Martin             | Roger Baudron           | 1'19"  |
| 1985  | Papeu              | Florisuge        | Philippe Gillot         | Marcel Cherruau         | 1'22"3 |
| 1984  | Oh Maya            | Aigle Noir       | Jean-Michel Lefèbvre    | Jean-Marie Lesne        | 1'22"8 |
| 1983  | Nicos du Vivier    | Sabi Pas         | Jean-Pierre Thomain     | Alain Roussel           | 1'19"4 |
| 1982  | Mousko             | Candido          | Hervé David             | Jean-Baptiste Marmion   | 1'20"4 |
| 1981  | Le Loir            | Chambon P        | Alain Sionneau          | Albert Rayon            | 1'20"4 |
| 1980  | Kali Baba          | Ali Baba         | Michel-Marcel Gougeon   | Rik Depuydt             | 1'19"6 |
| 1979  | Jalinotte          | Calino           | Pascal Békaert          | Pascal Daulier          | 1'19"7 |
| 1978  | Idylle du Corta    | Quioco           | Michel Lenoir           | Alain Roussel           | 1'19"8 |
| 1977  | Handicapeur        | Nuage G          | Michel Lecacheux        |                         | 1'20"7 |
| 1976  | Gazelle Vive       | Tiburce          | Alain Laurent           |                         |        |
| 1975  | Fiesta             | Tabriz           | Jacques-Maurice Riaud   |                         | 1'22"  |
| 1974  | Égyptia            | Nivôse           | Jacques-Maurice Riaud   |                         | 1'21"2 |
| 1973  | Dor                | Harold D III     | Jean Mary               |                         |        |
| 1972  | Cette Histoire     | Kerjacques       | Gérard Mascle           |                         | 1'21"8 |
| 1971  | Bellino II         | Boum III         | René Fabre              |                         | 1'19"3 |
| 1970  | Arilavo Mabon      | Le Postillon     | Pierre Giffard          |                         | 1'21"5 |
| 1969  | Alain D            | Larré            | Louis Sauvé             |                         | 1'22"5 |
| 1968  | Upsalin            | Écusson          | Louis Sauvé             |                         | 1'20"3 |
| 1967  | Tiki R             | Jokai            | Michel-Marcel Gougeon   |                         | 1'21'1 |
| 1966  | Sablon             | Carioca II       | Gérard Mascle           |                         | 1'20"8 |
| 1965  | Ruy Blas IV        | Kerjacques       | Maurice Riaud           |                         | 1'21"  |
| 1964  | Quovaria           | Carioca II       | François Brohier        |                         | 1'21"4 |
| 1963  | Palais Royal III   | Tigre Royal      | Michel-Marcel Gougeon   |                         |        |
| 1962  | Ol Est B           | Harold D III     | François Brohier        |                         |        |
| 1961  | Noble Épine        | Aristo           | Jean Mary               |                         | 1'20"4 |
| 1960  | Minarelle H        | Christiana       | Jean Mary               |                         | 1'21"8 |

## Sources
- Pour les conditions de course et les dernières années du palmarès : site de la SETF
- Pour les courses plus anciennes : archives des quotidiens  (Ouest-France, Sud-Ouest…)